# Aquincum
Aquincum est une antique cité romaine située sur les frontières nord-est de l'empire romain dans la province de Pannonie.
Les ruines de la cité se trouvent dans la ville de Budapest, capitale de la Hongrie.
Ce site est desservi par la gare d'Aquincum du  .

## Histoire

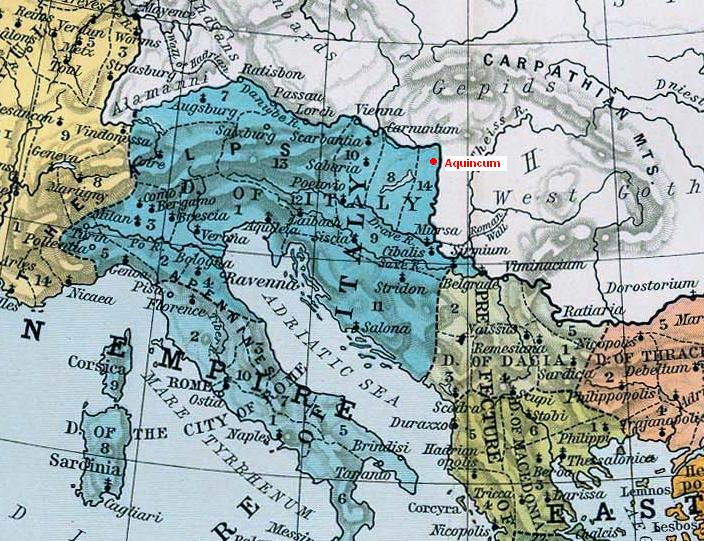
Aquincum en Pannonie (point rouge)

Colonie celte à l'origine, Aquincum sert de base militaire romaine (castrum). C'est un des éléments du système de défense des frontières de l'Empire romain, le limes. Entre 41 et 54, une aile de cinq cents cavaliers est sur le site. La base compte six mille hommes dès 89. La cité croît régulièrement autour du camp.
En 106 lorsque la Pannonie a été réorganisée par l'empereur Trajan, la cité devient la capitale de la Pannonie inférieure. À la fin du IIe siècle, la cité comptait de 30 000 à 40 000 habitants.
À la fin du IVe siècle, la ville est la cible des Huns et des Alains qui finissent par s'en emparer. C'est dans le premier quart du Ve siècle qu'Attila s'installe sur le site où il mène ses campagnes contre l'Empire romain en plein démembrement.

## Le site aujourd'hui
Les ruines de la colonie romaine sont aujourd'hui visibles dans la ville de Budapest, et notamment dans le quartier d'Óbuda.
On peut y voir deux amphithéâtres,  l'amphithéâtre civil d'Aquincum et l'amphithéâtre militaire d'Aquincum, des mithraea, comme le mithraeum II de Victorinus et le mithraeum de Symphorius, l'aqueduc d'Aquincum et des thermes romains, les Thermae Maiores d'Aquincum.

### Musée d'Aquincum
De nombreux objets historiques de la ville sont aujourd'hui exposés au musée d'Aquincum. Le musée présente une reconstitution du système hydraulique, des maisons romaines et des peintures qui ont été récupérées sur place. Les ruines d'un aqueduc à trois niveaux ont été découvertes autour de la ville, dont beaucoup sont encore visibles aujourd'hui.

## Galerie

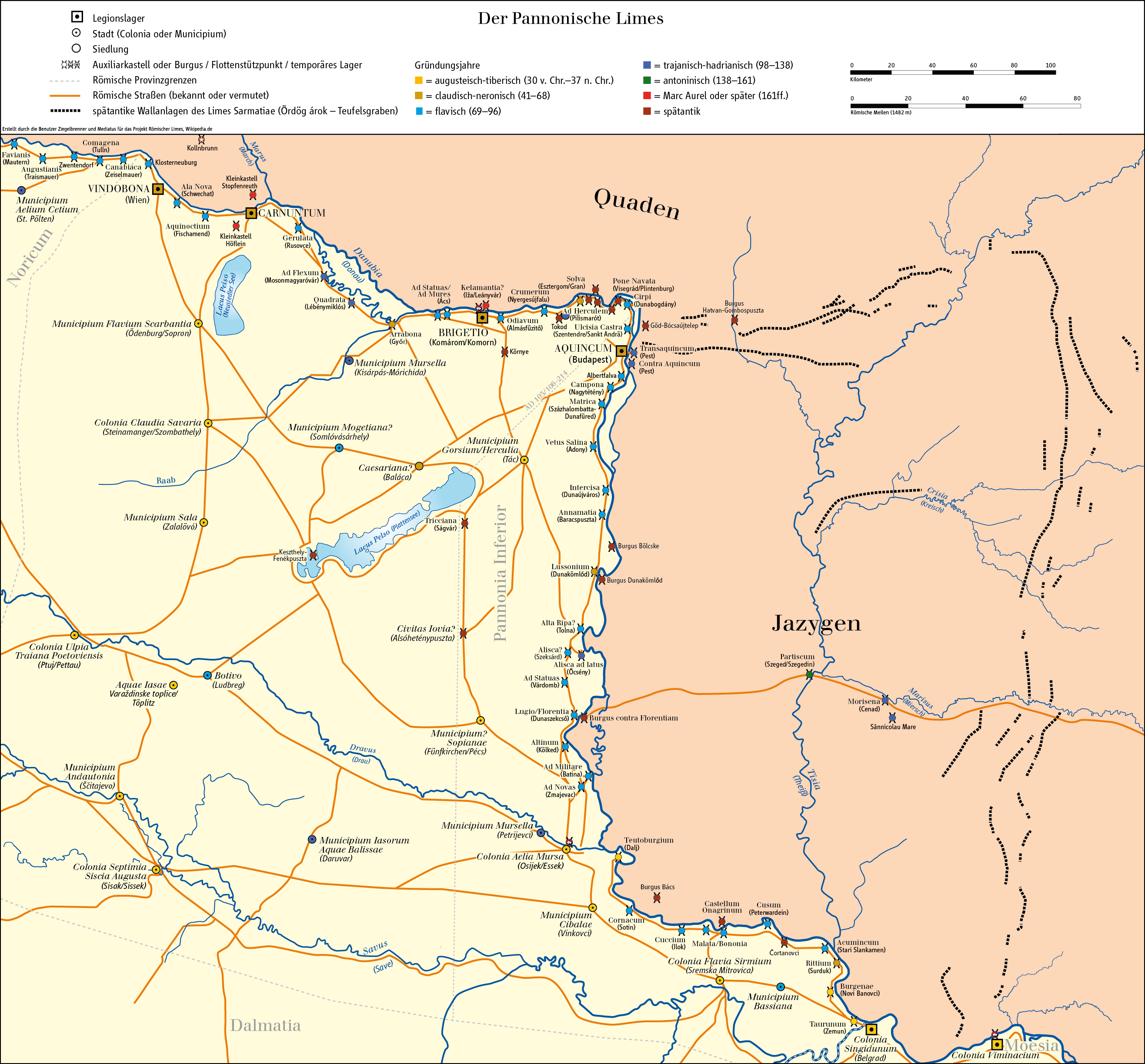
Aquincum et le limes de Pannonie
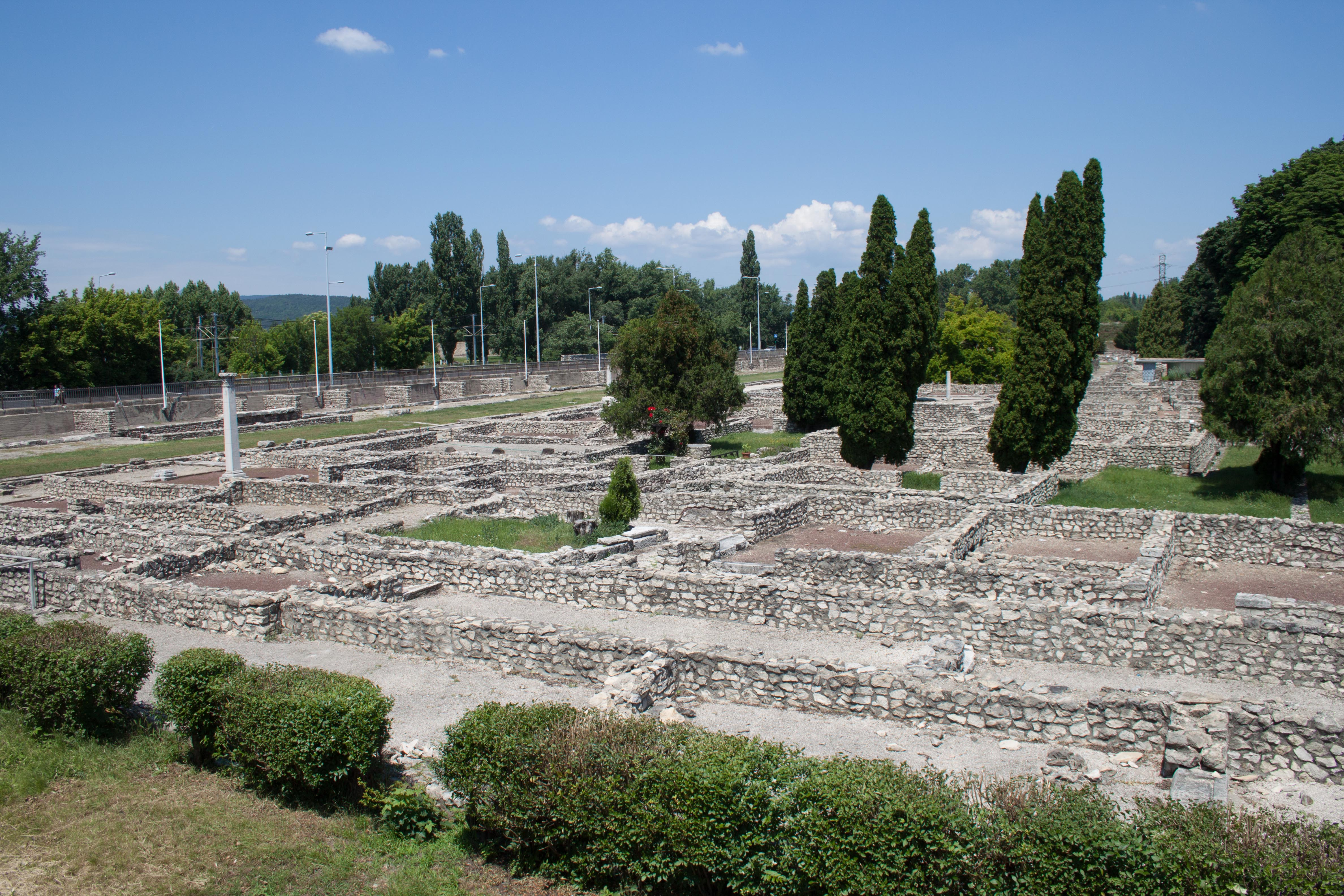
Vestiges d'Aquincum
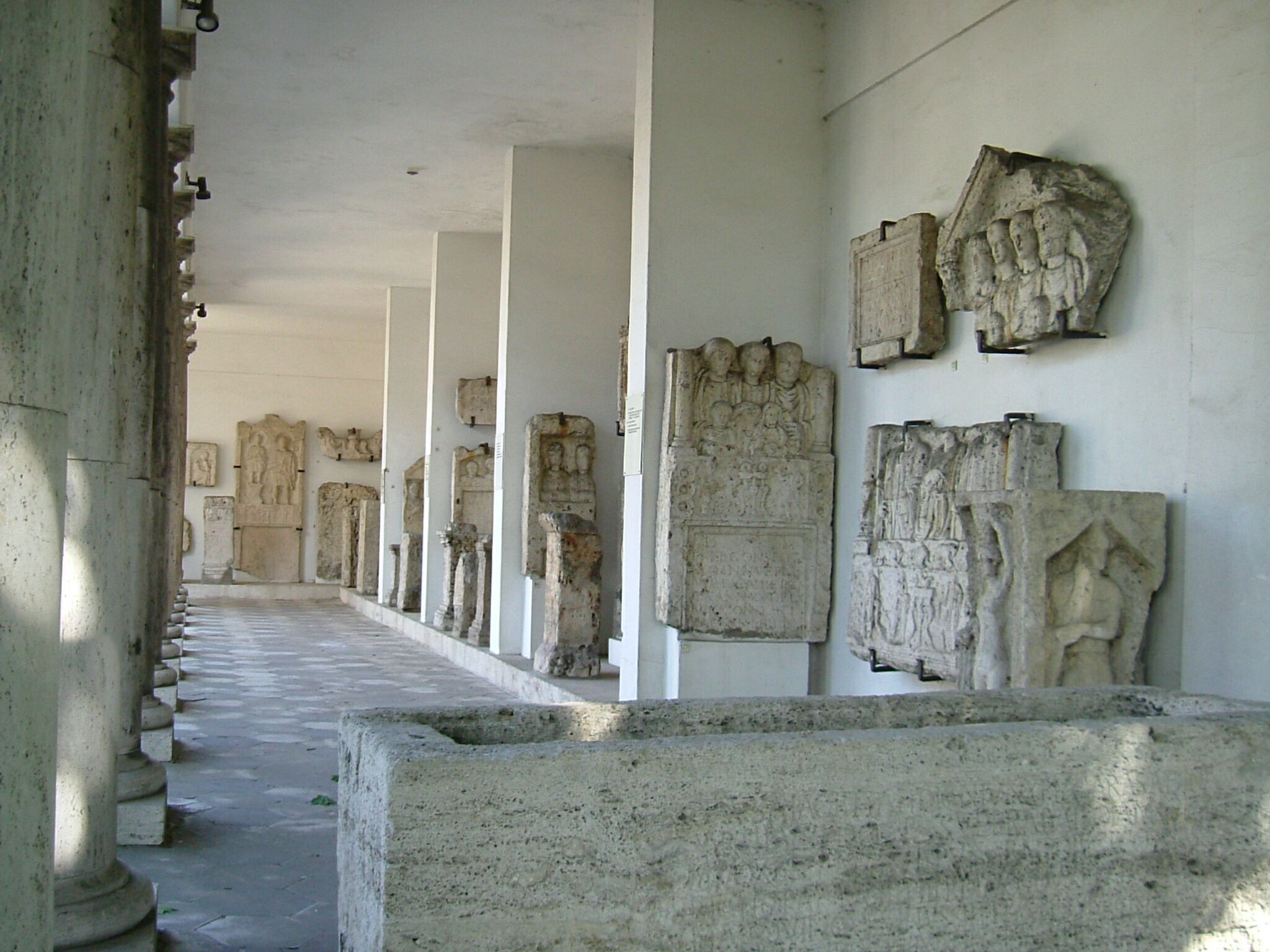
Le lapidarium du musée d'Aquincum

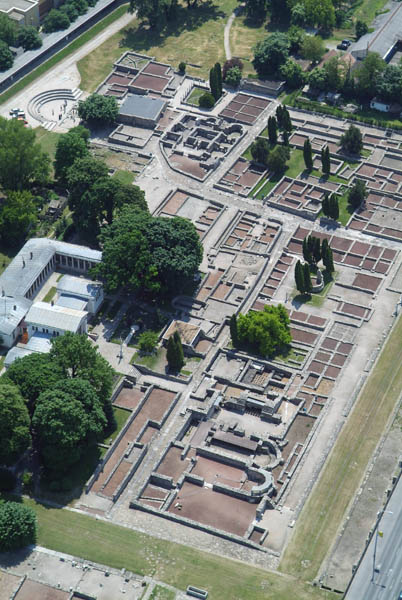
Vue aérienne
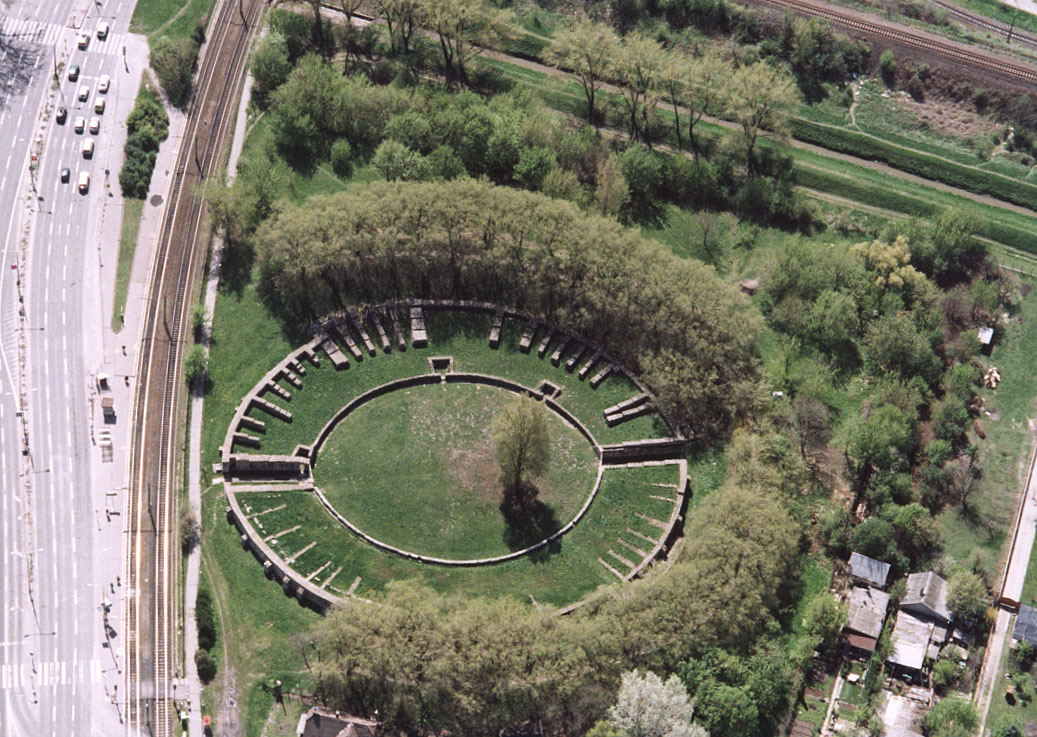
Amphithéâtre civil
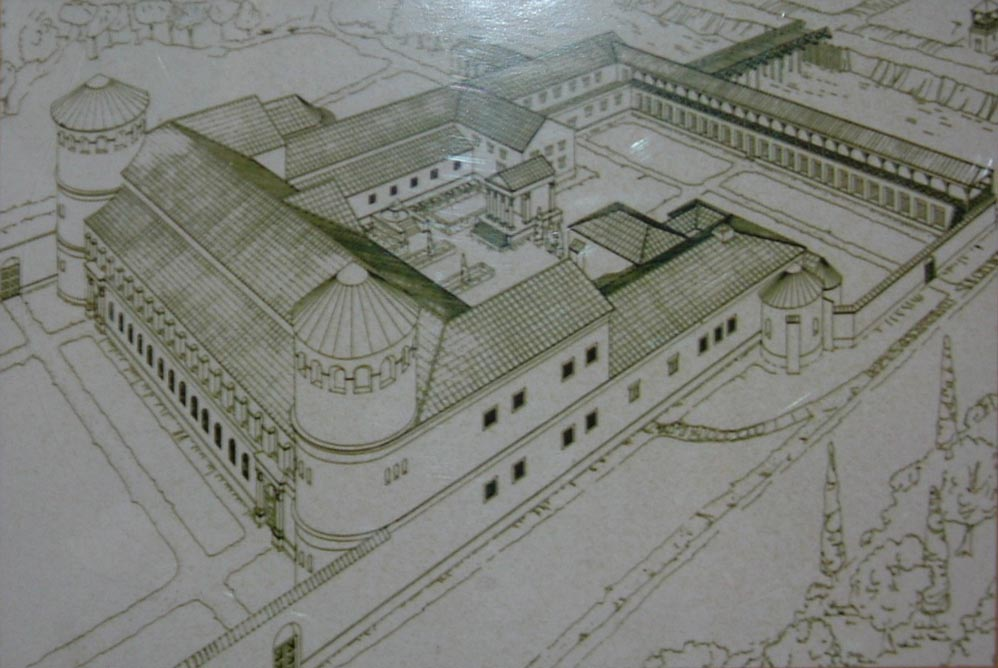
Palais du gouverneur
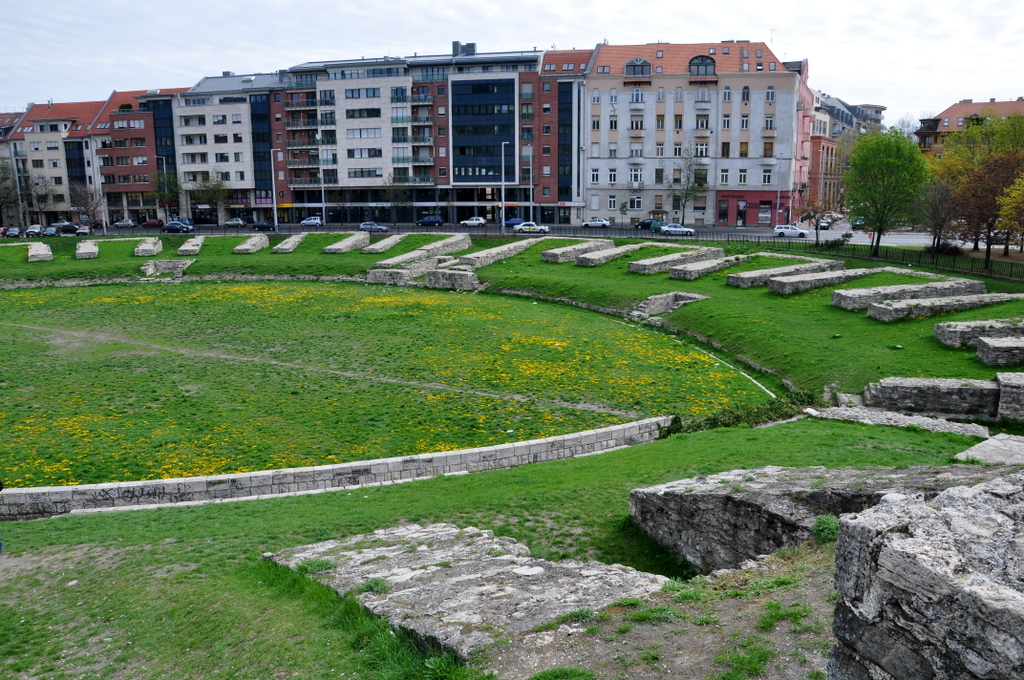
Amphithéâtre  militaire
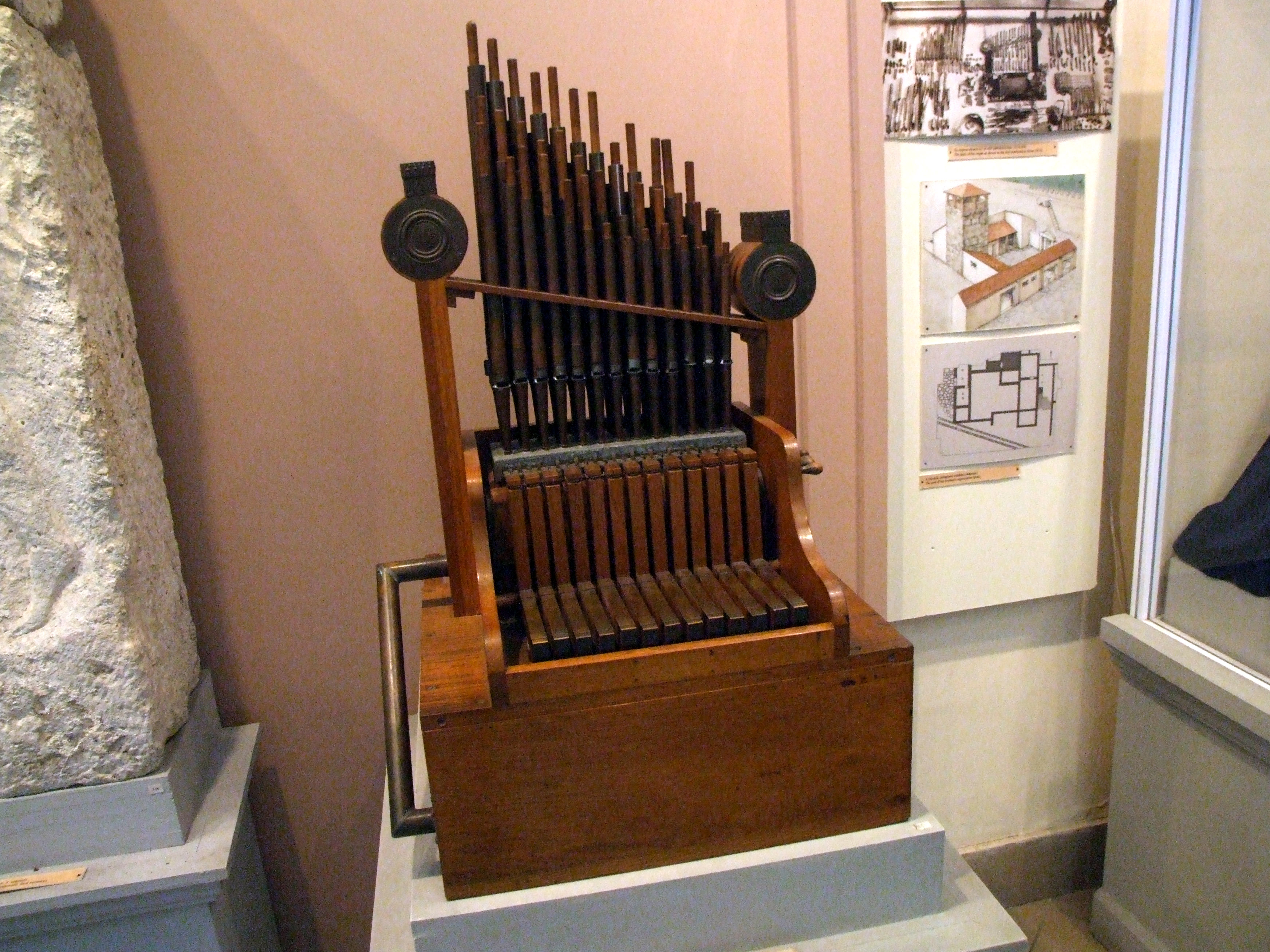
Orgue hydraulique[1],